# 1941 dans les Pyrénées-Orientales
Chronologie des Pyrénées-Orientales
- 1937
- 1938
- 1939
- 1940
- 1941
- 1942
- 1943
- 1944
- 1945

Cette page recense des événements qui se sont produits durant l'année 1941 dans les Pyrénées-Orientales.

## Chronologie

### Janvier
- 14 : à Rivesaltes, le camp chargé d'accueillir « les étrangers en surnombre dans l'économie nationale » est créé, sous la direction de David-Gustave Humbert.
- 27 : Joseph Denoyés devient président de la Chambre d'Agriculture des Pyrénées-Orientales en remplacement d'Augustin David-Gastu décédé le mois précédent.

### Février
- 20 : par arrêté, l'église Saint-Félix de Fillols est classée Monument historique[1].

### Mars
- 1er, Port-Vendres : le résistant communiste Honoré Frigola est déporté en Algérie.
- 4 : le maréchal Pétain nomme un nouveau conseil municipal de Perpignan. Il est dirigé par Ferdinand Coudray.
- 14 : les autorités vichyssoises destituent le maire de Vinça, Pierre Gipulo et son conseil municipal.
- Au cours ce mois, afin de protéger sa sécurité, le responsable départemental du Parti communiste, Pierre Garcias, est remplacé dans cette fonction par Julien Dapère.

### Avril
- début du mois, à l'occasion de la Pâque juive, David-Gustave Humbert, le directeur du camp de Rivesaltes, décide de séparer les Juifs des autres détenus, ce qui aggrave leurs conditions de détention.
- 5 : Lisa Fittko et son mari, qui organisaient un réseau de passage clandestin vers l'Espagne depuis 1940, quittent le département.
- (?) le maire de Port-Vendres, Marius Demonte, démissionne et est placé en résidence surveillée par Vichy.

### Juillet
- Durant ce mois, Élisabeth Eidenbenz, directrice de la maternité suisse d'Elne, crée la pouponnière de Banyuls-sur-Mer.

### Septembre
- 22 : six résistants communistes, dont l'ancien numéro 1 départemental Pierre Garcias, sont arrêtés. Ils seront condamnés à des peines de plusieurs mois de prison. Garcias sera libéré le 23 mai 1942.
- au cours de ce mois, Jack Littaye est nommé directeur du camp de Rivesaltes à la place de David-Gustave Humbert.

### Novembre
- 1er lancement de Midi-Soir, journal du soir complémentaire de L'Indépendant

## Naissances
- Octobre, à la maternité suisse d'Elne, naissance de Guy Eckstein. Devenu adulte, il luttera pour qu'Élisabeth Eidenbenz, sa fondatrice, devienne Juste parmi les nations (ce qui fut fait en 2002) et pour réhabiliter le bâtiment qui hébergeait la maternité (qui rouvrira se portes au public en 2007).

## Décès
- 1er mars, à Perpignan : Georges Pézières (né en 1885), homme politique, conseiller général des Pyrénées-Orientales et sénateur qui a voté contre les pleins pouvoirs du maréchal Pétain le 10 juillet 1940.
- 6 mars, à Perpignan, Pierre Patau (né le 4 mai 1864 à Bolquère) ancien évêque auxiliaire de Perpignan.
- 6 novembre, à Perpignan : Maurice Leblanc (né en 1864), écrivain, auteur notamment des aventures d'Arsène Lupin.